# Xanthorhoe holophaea
Xanthorhoe holophaea är en fjärilsart som beskrevs av George Francis Hampson 1899. Xanthorhoe holophaea ingår i släktet Xanthorhoe och familjen mätare. Inga underarter finns listade i Catalogue of Life.